# Stichopogon tridactylophagus
Stichopogon tridactylophagus là một loài ruồi trong họ Asilidae. Stichopogon tridactylophagus được Lehr miêu tả năm 1975. Loài này phân bố ở vùng Cổ Bắc giới.